# 시가체 평화 공항
시가체 평화 공항(གཞིས་ཀ་རྩེ་ཞི་བདེ་གནམ་གྲུ་ཐང།, 日喀則和平機場)은 티베트 자치구에서 두 번째로 큰 도시인 시가체를 서비스하는 군민 겸용 공항이다. 르카쩌에서 43 킬로미터 (27 mi) 떨어진 장담 향에 위치해 있다. 3,782 미터 (12,408 ft)의 고도에 위치하며, 세계에서 가장 높은 공항 중 하나이다.
시가체 공항 건설은 1968년에 시작되어 1973년에 완공되었다. 2010년 5억 3천 2백만 위안의 확장 공사가 완료될 때까지는 군사용으로만 사용되었다. 2010년 10월 30일, 이 공항은 티베트에서 다섯 번째 민간 공항으로 개항했다.

## 시설
이 공항은 양쪽 끝에 60-미터 (200 ft) 아스팔트 오버런이 있는 5,000-미터 (16,000 ft)의 활주로를 가지고 있다. 이 활주로는 세계에서 가장 긴 공공 활주로이다 (울리야놉스크 보스토치니 공항과 동일). 또한 4,500-제곱미터 (48,000 ft2)의 터미널 건물을 갖추고 있다. 2020년까지 연간 230,000명의 승객과 1,150 tonne (1,130 롱톤; 1,270 쇼트톤)의 화물을 처리할 것으로 예상된다.
2017년경 약 3,000 미터 (9,840 ft)의 새로운 활주로가 건설되었다. 이 활주로에서는 WZ-7 UAV가 목격되었다. 이 활주로는 주 활주로의 서쪽 끝에 위치해 있다.

## 갤러리

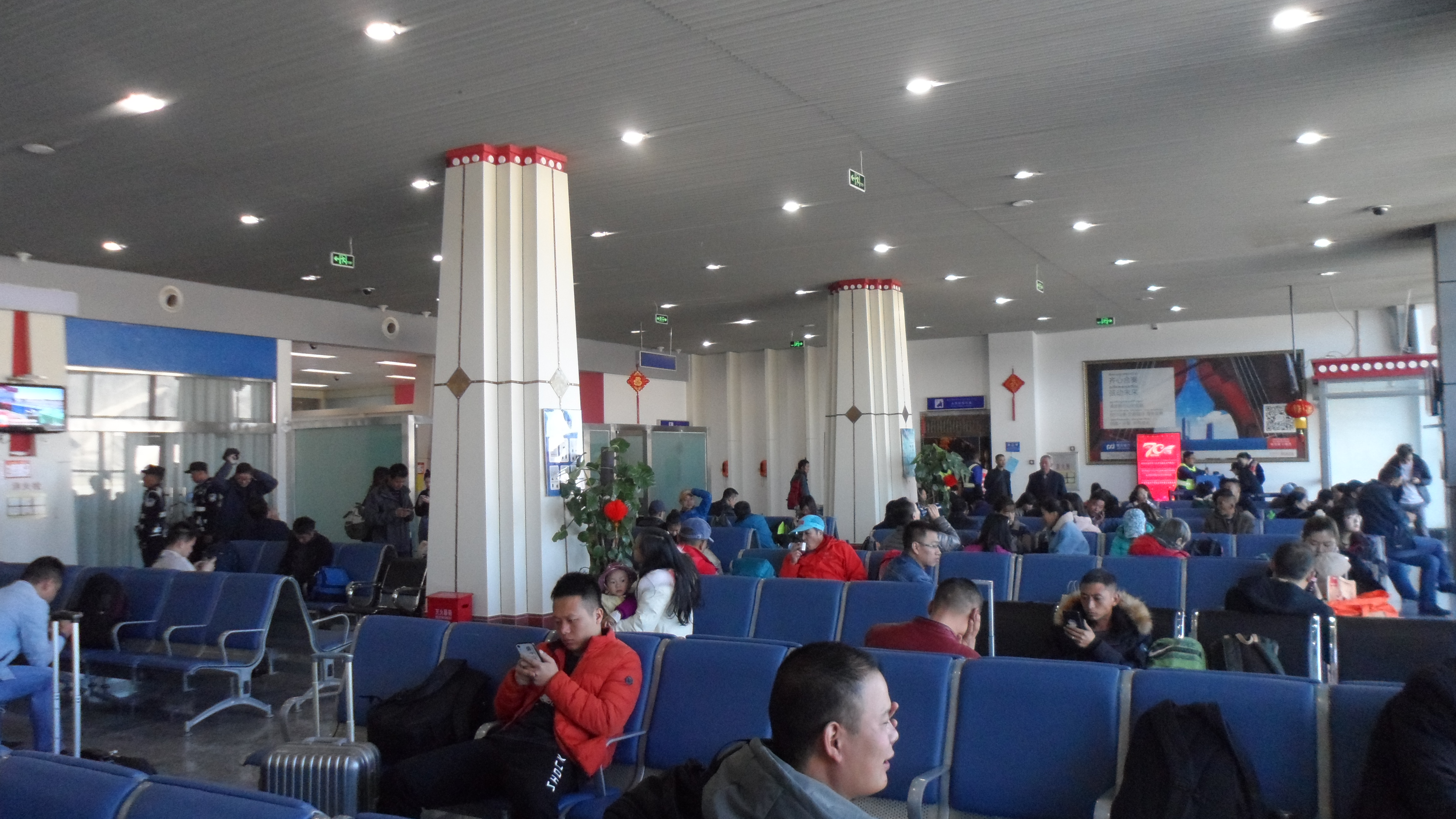
터미널 내부
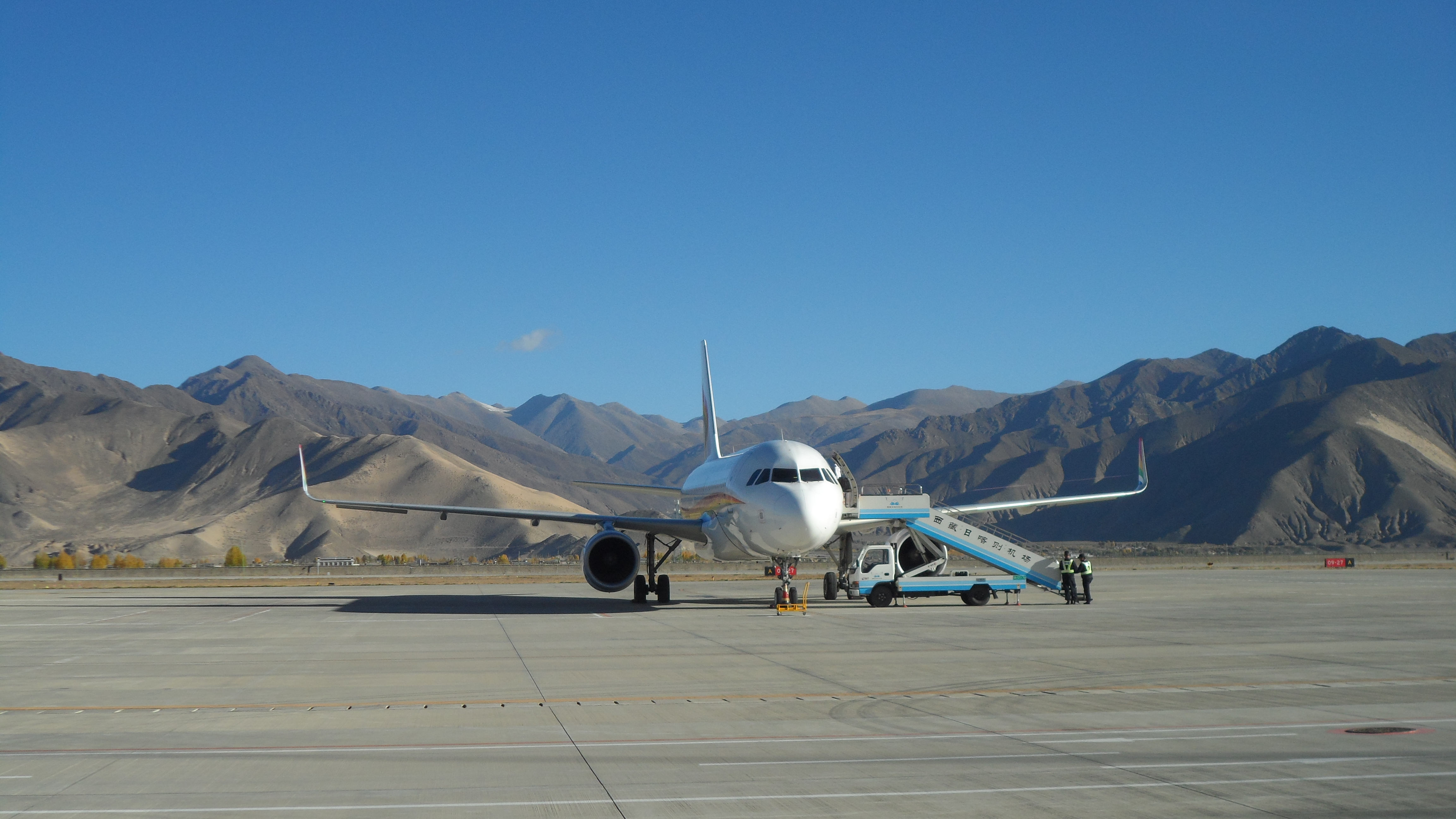
공항 유도로
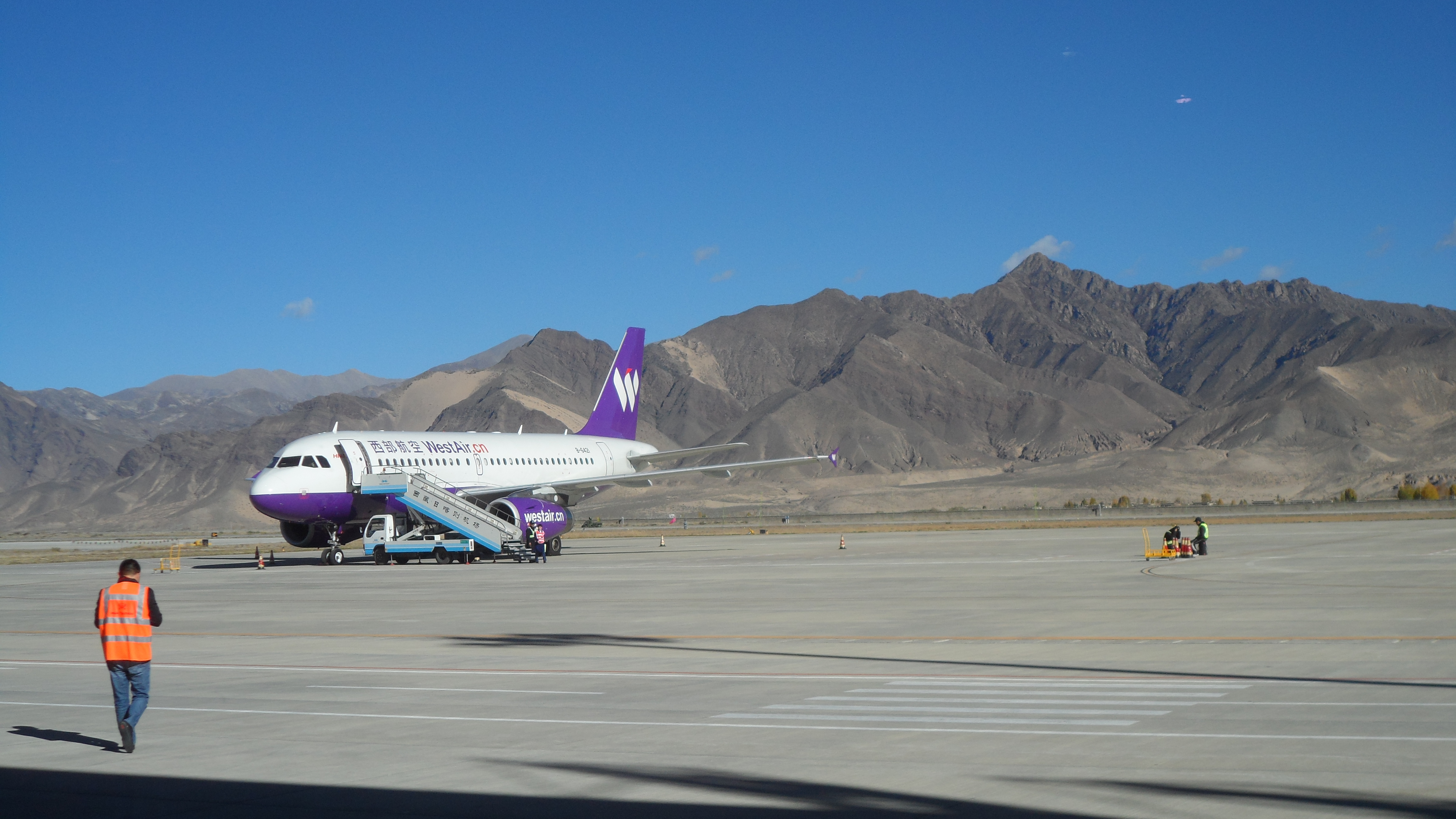
공항 유도로
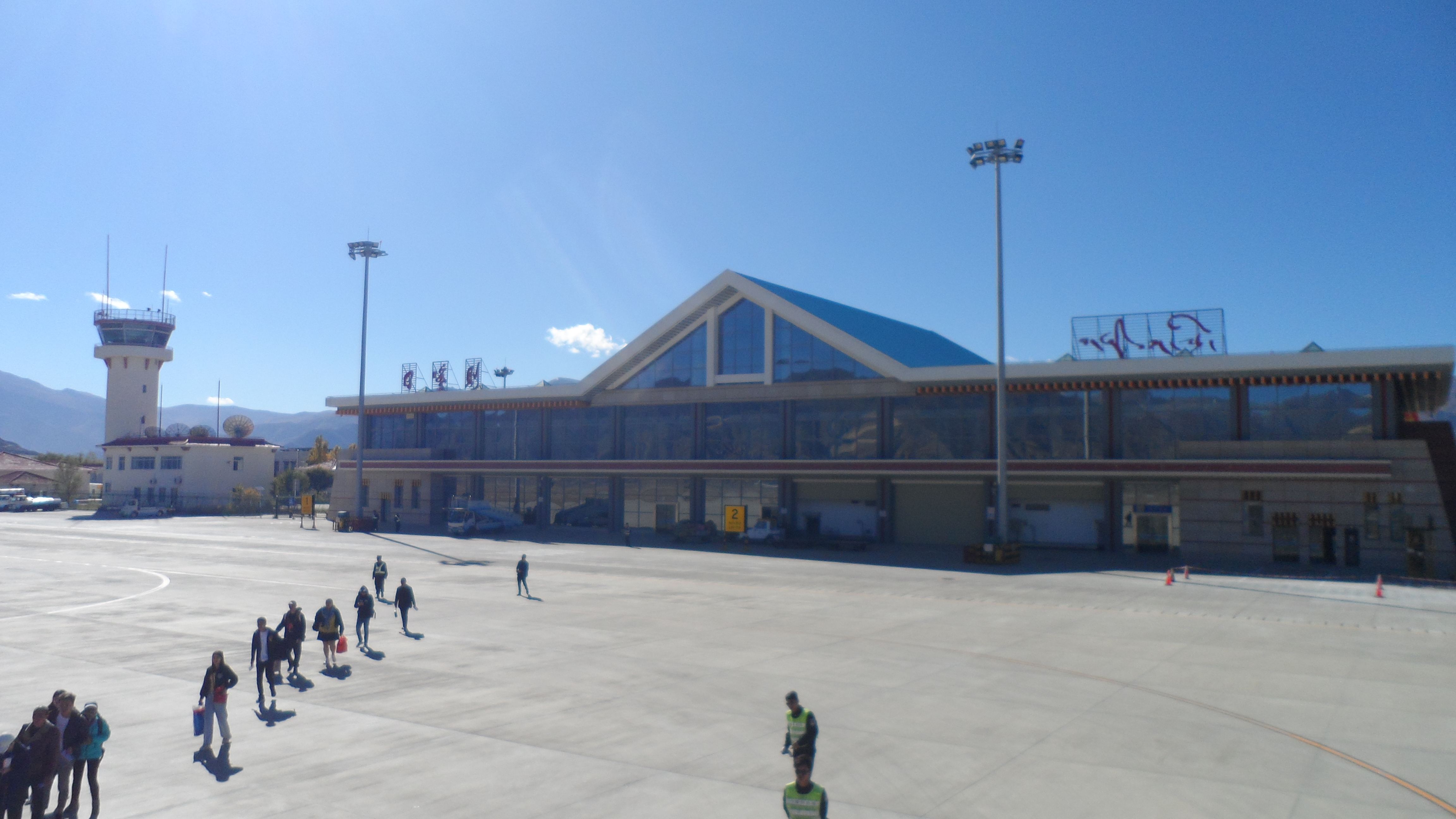
공항 터미널 (계류장 전경)
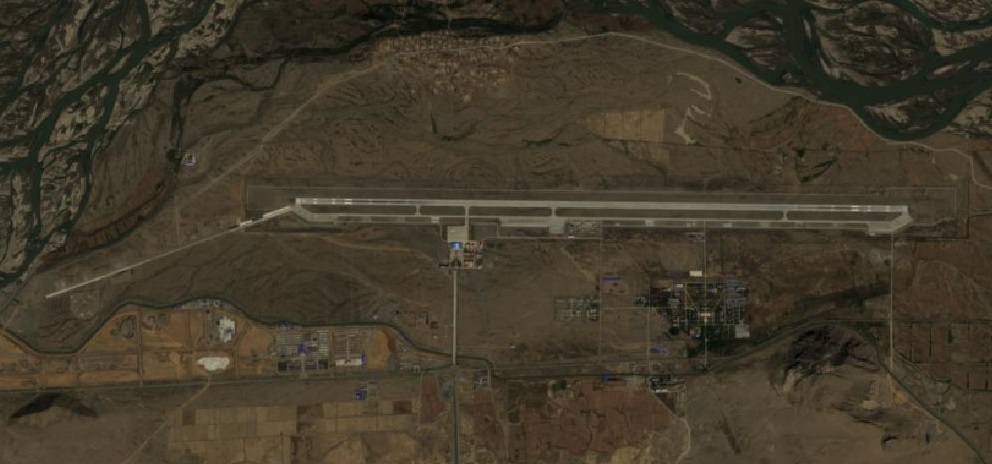
공항 위성 사진 (2017)

## 항공사 및 목적지
| 항공사       | 목적지            |
| ------------ | ----------------- |
| 중국동방항공 | 시안              |
| 티베트 항공  | 청두–솽류, 스자좡 |
| 서부항공     | 충칭              |

## 같이 보기
- 중화인민공화국의 공항 목록
- 중화인민공화국에서 가장 분주한 공항 목록
- 인민해방군 공군 비행장 목록